# Sancho de Funes
Sancho de Funes (* 1116 oder 1118 in Funes (Navarra); † 5. September 1146 in Clavijo) war ein Benediktinermönch und Bischof des Bistums Calahorra in Spanien. 

## Leben
Sancho war der erste Abt des Klosters Monasterio de Santa María la Real de Nájera und danach Bischof der Diözese Calahorra. Am 1. August 1137 weihte Bischof Sancho die Kirche Santa María de La Piscina, die heute zu den am besten erhaltenen Monumenten der romanischen Baukunst in der Region La Rioja gehört. 
1140 war er als Bischof in entscheidender Rolle als Schlichter an der Auseinandersetzung der Königreiche von Kastilien und Navarra beteiligt. 1146 starb er am Berg Monte Laturce in der Gemeinde Clavijo in der Nähe von Logroño den Märtyrertod. Seine Reliquien werden in der Kathedrale von Calahorra verwahrt. Sein Nachfolger wurde Rodrigo de Cascante (1146–1190).
Der Gedenktag an Sancho de Funes wird am 5. September jeden Jahres begangen. 